# جوزفه بورگ (نویسنده)
جوزفه بورگ (اوکراینی: Josef Burg; زادهٔ ۳۱ مهٔ ۱۹۱۲ – ۱۰ اوت ۲۰۰۹) مؤلف (پدیدآور)، نویسنده و روزنامه‌نگار اهل اوکراین بود.
بورگ اولین نوشته حرفه ای خود را در Chernovitser Bleter، روزنامه ییدیش، در سال ۱۹۳۴ منتشر کرد.
وی همچنین برندهٔ جوایزی همچون نشان اتریش برای علم و هنر شده‌است.